# Larsåke Leksell
Lars-Åke Rudolf Leksell, född 1 juni 1945 i Sandvikens församling, Gävleborgs län, är en svensk musiker, utbildad vid SÄMUS i Göteborg. Han spelar dragspel och synthesizer och arbetar som musiklärare i Orsa.
Leksell har tidigare varit medlem i Orsa spelmän, men spelar även i andra grupper.